# Euplectromorpha angularis
Euplectromorpha angularis är en stekelart som beskrevs av Zhu och Huang 2001. Euplectromorpha angularis ingår i släktet Euplectromorpha och familjen finglanssteklar. Inga underarter finns listade i Catalogue of Life.